# Blahovișcenka, Dnipro
Blahovișcenka (în ucraineană Благовіщенка) este o comună în raionul Dnipro, regiunea Dnipropetrovsk, Ucraina, formată numai din satul de reședință.

## Demografie
Componența lingvistică a satului Blahovișcenka
     Ucraineană (89,43%)
     Rusă (9,78%)
     Alte limbi (0,49%)
Conform recensământului din 2001, majoritatea populației satului Blahovișcenka era vorbitoare de ucraineană (89,43%), existând în minoritate și vorbitori de rusă (9,78%).